# Adolf-Pichler-Platz

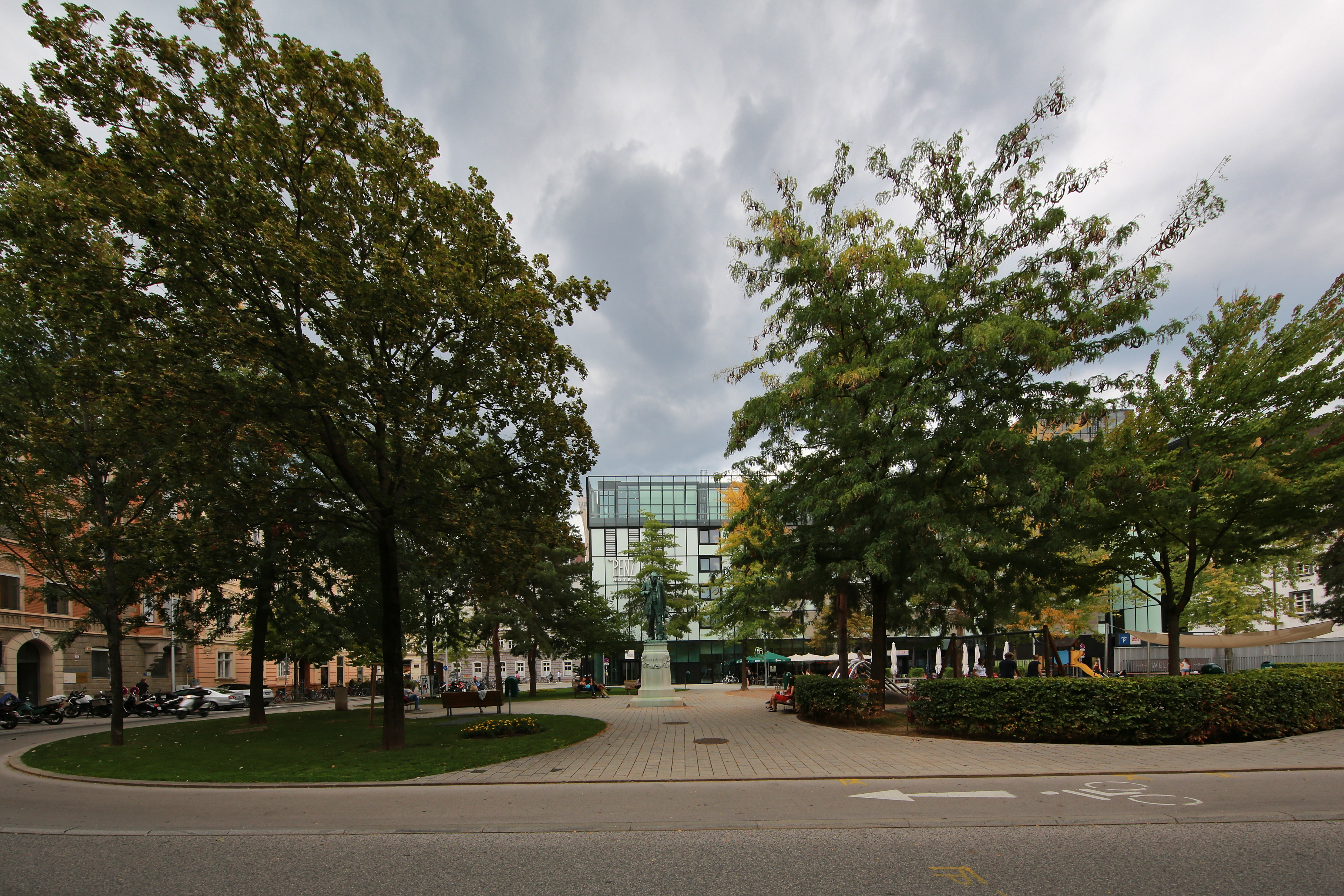
Der Adolf-Pichler-Platz von Westen

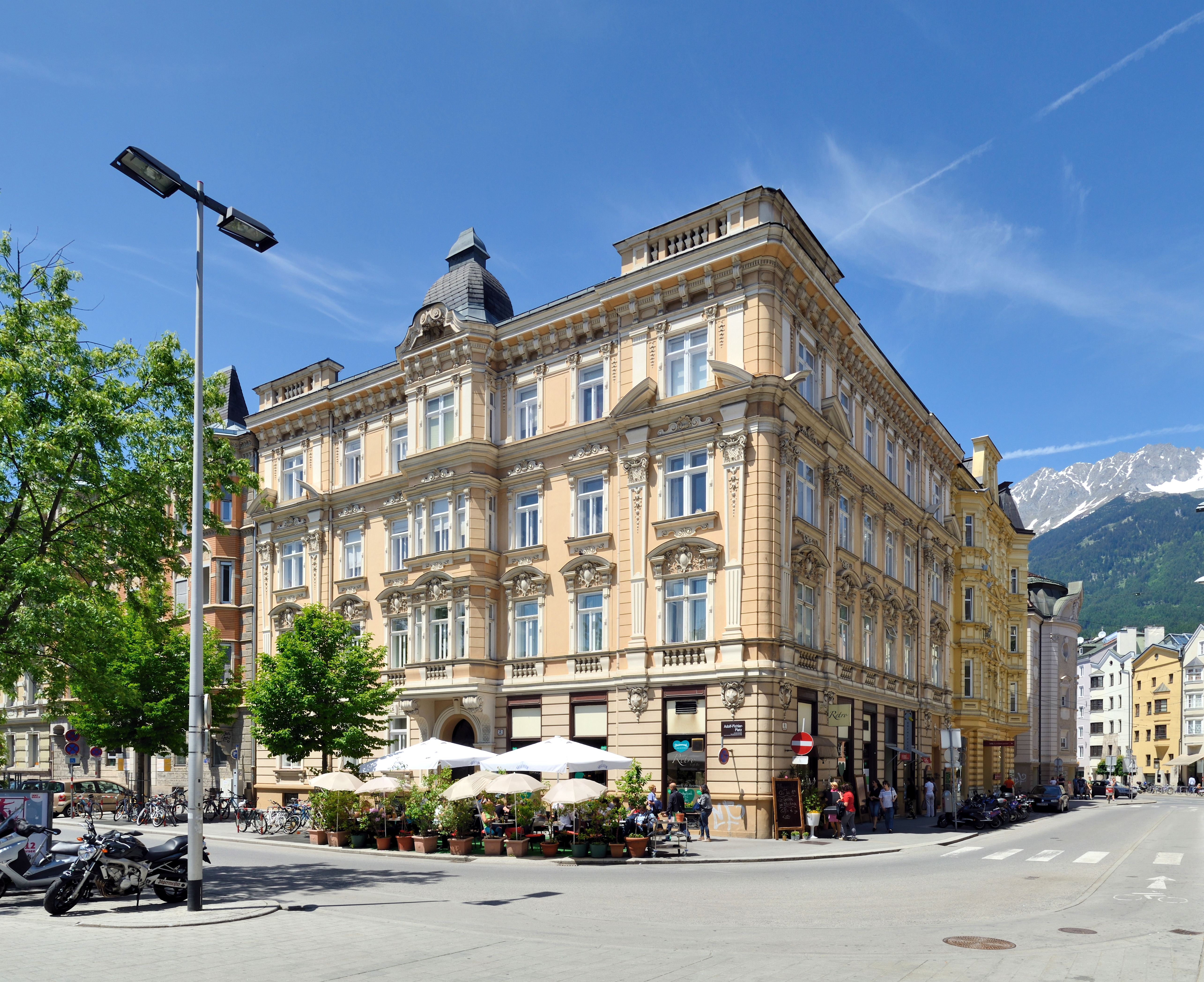
Die Nordseite des Platzes

Der Adolf-Pichler-Platz ist ein Platz in Innsbruck, der Ende des 19. Jahrhunderts auf dem Areal des ehemaligen Stadtfriedhofs angelegt wurde.

## Lage
Der Platz liegt in der Innsbrucker Innenstadt an der Rückseite des Rathauskomplexes zwischen Stainer- und Fallmerayerstraße. Heute verbindet er den ihn im Osten und Süden umgebenden modernen Rathauskomplex und die aus der Gründerzeit stammenden Häuser an der Nord- und Westseite mit der Stainer- und Fallmerayerstraße. An der Ostseite liegt das Bundesrealgymnasium Adolf-Pichler-Platz. An der Südwestecke zweigt die Colingasse nach Westen ab.

## Geschichte

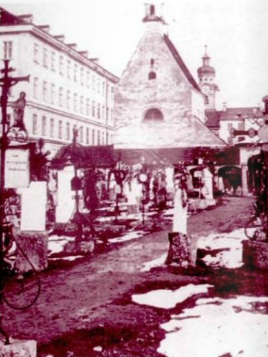
Der Spitalsfriedhof um 1865

Das Areal lag ursprünglich vor den Toren der mittelalterlichen Stadt hinter der Spitalskirche und wurde seit dem 14. Jahrhundert als Spitalsfriedhof genutzt. 1509/1510 wurde der alte Stadtfriedhof um die St.-Jakobs-Kirche aufgelassen und zu dem dafür erweiterten Spitalsfriedhof verlegt. Er wurde in der Folge mehrmals aus- und umgebaut. Aufgrund der nunmehrigen Lage in der Stadt wurde der Friedhof 1856 aufgelassen und in die Wiltener Felder verlegt, wo der heutige Westfriedhof entstand. Bis 1869 wurde das Gelände geräumt und die Friedhofskapelle abgerissen, einzelne Gräber wurden auf den neuen Friedhof übertragen. Der neu entstandene Platz diente zunächst als Holzmarkt. 1869/70 wurde das Spitalsgebäude erweitert, das nach der Verlegung des Spitals ab 1890 der Realschule (dem heutigen Gymnasium Adolf-Pichler-Platz) diente. 1878 wurden die Gebäude an der Nord- und Westseite des Platzes errichtet, 1896 wurde die Stainerstraße als Verbindung zum Marktgraben angelegt. 1909 wurde in der Mitte des Platzes das Denkmal für den Geologen, Mineralogen und Schriftsteller Adolf Pichler aufgestellt.
Im Zweiten Weltkrieg wurden aus der Not heraus auf dem Platz Gemüsebeete angelegt. Im Zuge der Luftangriffe wurde unter dem Adolf-Pichler-Platz wie an vielen anderen Stellen im Stadtgebiet ein unterirdischer Löschwasserbehälter errichtet. Fliegerbomben zerstörten oder beschädigten am 16. Dezember 1944 zahlreiche Gebäude im Umkreis, das Denkmal blieb hingegen unversehrt. Nach dem Krieg blieb der mit Bäumen und Sträuchern bestandene Platz weitgehend ungenützt, erst 1994 wurde ein Kinderspielplatz angelegt. 2000/2001 wurde er im Zuge des Rathaus-Neubaus neu gestaltet. Dabei fanden archäologische Grabungen statt. Die gefundenen Gebeine wurden auf dem Westfriedhof beigesetzt.

## Name
Nach der Auflassung des Friedhofs wurde der Platz zunächst als Platz des alten Spitalsgartens oder Platz des alten Friedhofes, später wegen der Nutzung als Holzmarkt als Neuer Markt bezeichnet. 1896 beschloss der Gemeinderat die Benennung als Karl-Ludwig-Platz nach dem österreichischen Erzherzog Karl Ludwig, der von 1855 bis 1861 als Statthalter in Innsbruck residierte. Anträge, den Platz in Freiheitsplatz (1909) oder Peter-Mayr-Platz (1926) umzubenennen, wurden abgelehnt. Seinen heutigen Namen erhielt er nach einem einstimmigen Gemeinderatsbeschluss am 6. März 1930. Zugleich wurde die seit 1899 bestehende Adolf-Pichler-Straße im Saggen in Conradstraße umbenannt.

## Adolf-Pichler-Denkmal

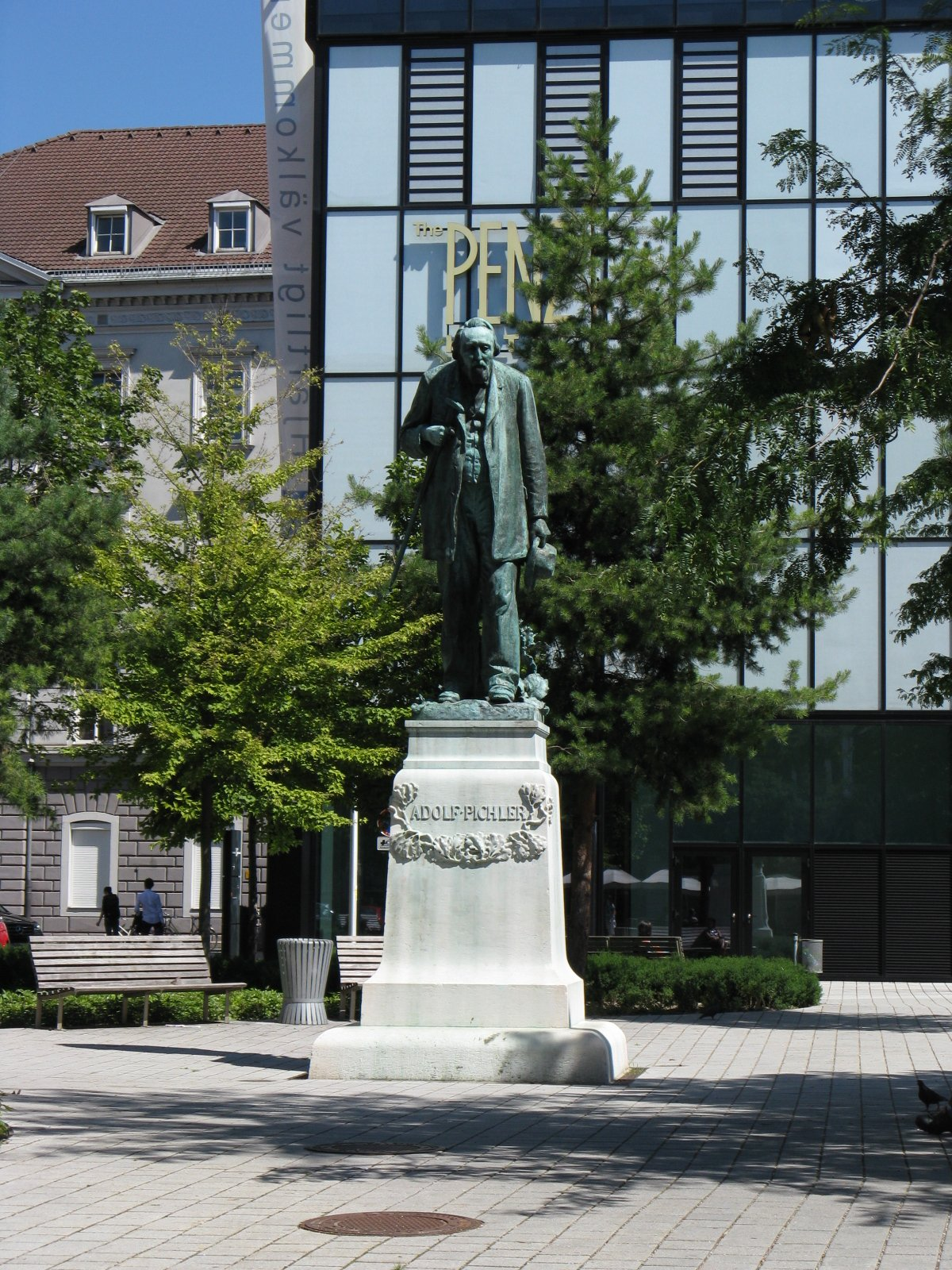
Adolf-Pichler-Denkmal

Im April 1901, nur wenige Monate nach dem Tod Adolf Pichlers, bildete sich unter dem Ehrenvorsitz von Bürgermeister Wilhelm Greil ein Komitee zur Errichtung eines Denkmals für den Dichter und Geologen. Es beauftragte den in Wien lebenden Tiroler Bildhauer Edmund Klotz mit der Ausführung des Denkmals, nachdem dieser einen Entwurf vorgelegt hatte. Als Ort wurde der Karl-Ludwig-Platz ausgewählt. Zur Finanzierung der Kosten von 46.000 Kronen wurden Spenden gesammelt. Die Statue wurde 1907 fertiggestellt, aber erst im April 1909 aufgestellt, nachdem die Kosten für den Transport von Wien nach Innsbruck vom Gemeinderat übernommen worden waren. Am 16. Mai 1909 wurde das Denkmal mit einer Festrede von Alois Brandl feierlich enthüllt.
Das Denkmal steht in der Mitte des Platzes. Auf einem geschwungenen Marmorsockel über zwei Marmorstufen steht, nach Westen ausgerichtet, die überlebensgroße Bronzestatue des Gelehrten. Dieser ist in leicht vorgebeugter Haltung dargestellt und trägt einen Berganzug, in der linken Hand hält er einen Hut, in der rechten einen Geologenhammer.